# Texas Ruby

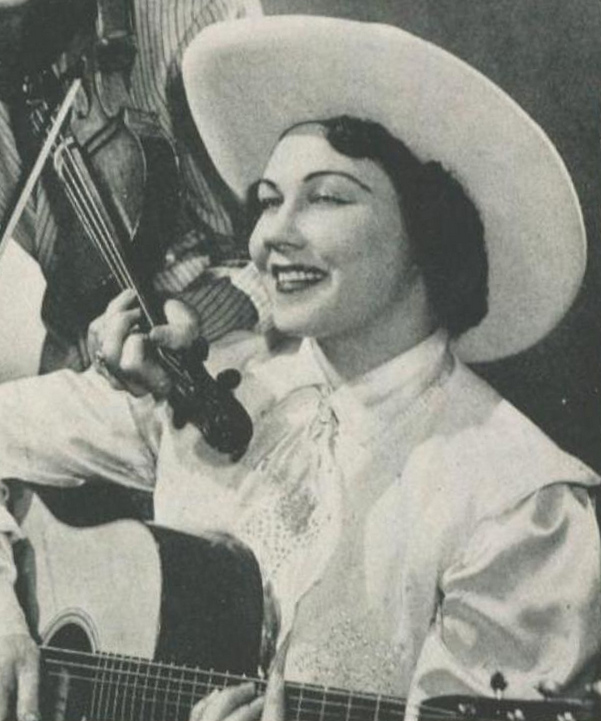
Texas Ruby

Texas Ruby (* 4. Juni 1908 nahe Decatur im Wise County, Texas, als Ruby Agnes Owens; † 29. März 1963) war eine US-amerikanische Country-Musikerin. Zusammen mit ihrem Mann Curly Fox war Texas Ruby im Bereich des Country eine der erfolgreichsten Radiopersönlichkeiten zwischen 1941 und 1948.

## Leben

### Kindheit und Jugend
Texas wuchs in einer sehr musikalischen Familie auf; zwei ihrer Geschwister sollten später ebenfalls eine Karriere als Musiker starten. Schwester Laura Lee arbeitete zusammen mit Bob Wills und Bruder Tex Owens schrieb den späteren Hit Cattle Call.

### Karriere
1930 begann Rubys professionelle Karriere, als sie von dem Besitzer eines Radiosenders in Kansas City entdeckt wurde, während sie mit ihren beiden Brüdern und ihrem Vater in der Stadt war. Schnell arbeitete sie bei KMBC und 1933 schloss sie sich der Band Zeke Clements an. Mit Clements trat sie einige Male in der Grand Ole Opry auf, bevor die beiden Mitte der 1930er Jahre für WHOs populären Iowa Barn Dance Frolic vorspielten, wo sie die nächsten zwei Jahre blieben. Während Rubys Zeit bei WHO lernte sie auch einen jungen Radiomoderator namens Ronald Reagan kennen, den späteren Präsidenten der Vereinigten Staaten. Texas Ruby war in ihrem privaten Leben bekannt als eine trinkfeste Frau. Unterstützt wurde ihr maskulines Erscheinungsbild durch ihre tiefe, männliche Stimme sowie durch die Tatsache, dass sie starke Raucherin war.
1937 spielte Texas Ruby zudem ihre ersten Platten für Decca Records ein, unter anderem ein Cover des Jimmie-Rodgers-Hits Blue Yodel No.1. Alle ihre Singles verkauften sich aber nur mäßig.
Die Zusammenarbeit mit Clements endete 1937, nachdem Ruby mehrmals zu einigen Terminen betrunken erschienen war. Im selben Jahr lernte sie den Fiddler Curly Fox kennen, den sie zwei Jahre später heiratete. Schnell entwickelte das Ehepaar seine eigene Show und unternahm Tourneen durch die USA. Im Radio stiegen sie zu äußerst populären Künstlern auf und gehörten von 1944 bis 1948 der berühmten Grand Ole Opry in Nashville, Tennessee, an.
1948 verließen Ruby und ihr Mann Nashville, um nach Texas zu ziehen, wo sie sich dem Ensemble des Louisiana Hayrides auf KWKH anschlossen. Doch bereits kurz nach dem Verlassen von Nashville nahm ihre Beliebtheit ab und die Entwicklung der Musikszene in den 1950er Jahren trug ebenfalls dazu bei. Ihre Platten für Columbia Records und King Records hatten sich Zeit ihrer Karriere noch nie gut verkauft und so zogen Ruby und Fox 1960 nach Kalifornien, wo sie einige Auftritte in der Town Hall Party hatten.
Kurz danach zogen Ruby und ihr Mann wieder nach Nashville, um sich wieder ins Rampenlicht zu rücken. Sie wurden erneut Mitglieder der Opry, doch Texas Rubys Karriere fand im März 1963 ein schnelles Ende, als sie nach einem Auftritt in der Opry mit einer Zigarette in ihrem Wohnmobil eingeschlafen war. In dem anschließenden Brand verlor sie ihr Leben. Texas Ruby wurde 54 Jahre alt.
Texas Ruby wird oft als Bindeglied zwischen der Old-Time Music, der traditionellen Musik der Bergbevölkerung, und dem damals weitaus moderneren Honky Tonk angesehen. Doch trotz ihres bestimmten und emanzipierten Auftretens in einer konservativen Country-Ära erlangte sie nie einen Star-Status wie andere Musiker ihrer Zeit. Auch ihre Platten standen nicht einmal in den Charts.

## Diskografie
| Jahr             | Titel                                                                         | Anmerkungen                           |
| ---------------- | ----------------------------------------------------------------------------- | ------------------------------------- |
| Decca Records    |                                                                               |                                       |
| 1937             | Blue Yodel No. 1 / Pride of the Prairie                                       | B-Seite mit Zeke Parker               |
| Columbia Records |                                                                               |                                       |
| 1948             | Don’t You Lie To Me / Don’t Let That Man get You Down                         |                                       |
| 1948             | Blue Lover / The Old Home                                                     |                                       |
| 1948             | Even Tho I’ll Shed A Million Tears / Have You Got Someone Else On Your String |                                       |
| 1948             | Travelling Blues                                                              |                                       |
| 1948             | Ain’t You Sorry That You Lied / Nobody Else But You                           |                                       |
| 1948             | I’ll Take You Back / Have I Waited Too Long                                   |                                       |
| 1948             | Have I Waited Too Long / I’ll Take You Back                                   | Wiederveröffentlichung                |
| Coral Records    |                                                                               |                                       |
| 1949             | T for Texas / Pride of the Prairie                                            | Wiederveröffentlichung von Decca 5364 |
| King Records     |                                                                               |                                       |
| 1963             | On The Banks of the Lonely River / Hold Fast To The Right                     |                                       |

### Alben
- 1963: Favorite Songs of Texas Ruby
- 1963: Curly Fox & Texas Ruby
- 1999: A Memorial Tribute To Curly Fox and Texas Ruby (D)